# Ка Чикоњара (Ферара)
Ка Чикоњара (итал. Ca' Cicognara) је насеље у Италији у округу Ферара, региону Емилија-Ромања.
Према процени из 2011. у насељу је живело 22 становника. Насеље се налази на надморској висини од 10 м.